# 博幼基金會
財團法人博幼社會福利基金會（簡稱博幼基金會），（英語：BOYO SOCIAL WELFARE FOUNDATION）是台灣一個慈善基金會，由前暨大校長李家同於2002年在南投縣埔里鎮創立。原名「財團法人南投縣博幼社會福利慈善事業基金會」，最初工作內容是聯合南投縣境內國中、國小、教會以及暨大學生，提供南投縣弱勢家庭學童課後輔導，目前已將服務範圍擴張至全台各地。另外也有與TVBS合作「山中流動圖書館」計畫。

## 外部連結
- 財團法人博幼社會福利基金會 （页面存档备份，存于）
- 博幼基金會的Facebook專頁